# Kilbourne (Illinois)
Pour les articles homonymes, voir Kilbourne.
Kilbourne est un village du comté de Mason dans l'Illinois, aux États-Unis,. Situé au sud du comté, il est incorporé le 20 janvier 1904.

## Démographie
Lors du recensement de 2010, le village comptait une population de 302 habitants. Elle est estimée, en 2016, à 281 habitants.

### Source de la traduction
- (en) Cet article est partiellement ou en totalité issu de l’article de Wikipédia en anglais intitulé « Kilbourne, Illinois » (voir la liste des auteurs).